# Rusko-perzijska vojna (1826–1828)
Predloga:Campaignbox Russo-Persian Wars
Rusko-perzijska vojna je bil zadnji večji vojaški konflikt med Ruskim in Perzijskem imperijem. Vojna se je končala z rusko zmago in povečanjem teritorija.